# 斯坦尼斯拉夫斯基体系

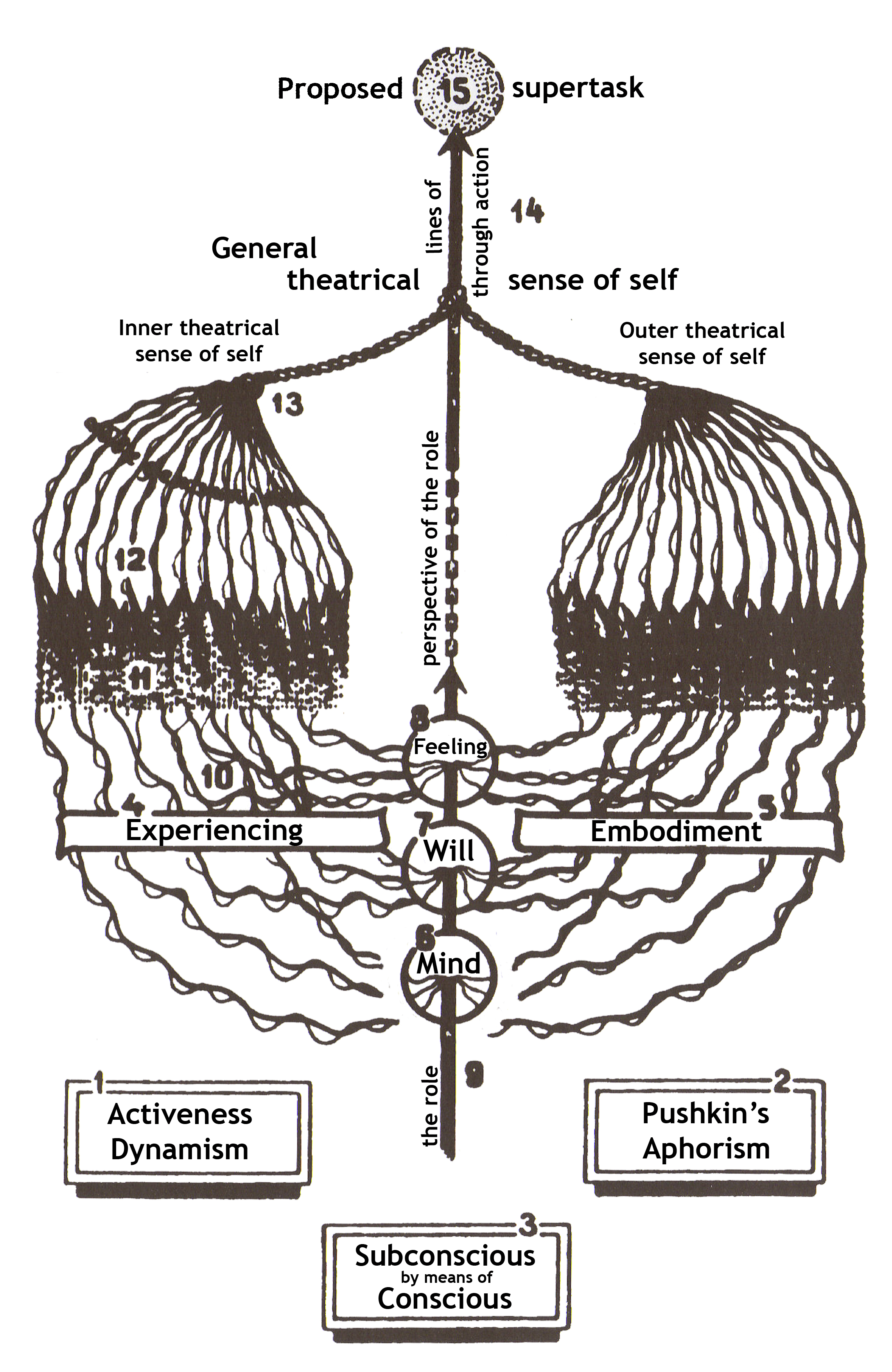
圖解為康斯坦丁·斯坦尼斯拉夫斯基 基於1935年「體驗計畫」提出的「方法演技」。顯示左側的內在層面及右側的外在層面，如何形塑成戲劇角色追求的「最高任務」。

斯坦尼斯拉夫斯基体系是一種系統性訓練演員的方式，它由俄羅斯劇作家康斯坦丁·斯坦尼斯拉夫斯基在前半個20世纪提出。他的方式強調了他所謂的「體驗藝術」（與表現藝術相反）。這個方式對演員產生意識與意志用以驅動其他難以掌握的心理過程，例如同情或間接上的情緒性體驗及潛意識行為。在排演過程中，演員透過尋找內在動機來調整表演動作，並定義什麼才是角色當下尋求的目標。
後來，史坦尼斯拉夫斯基進一步的以肢體為基礎的排演訓練闡述了該系統，後來被稱為「肢體動作的方法」，減少了排演現場的討論，鼓勵以「動作分析」訓練，給予一連串即興的戲劇性狀況。史坦尼斯拉夫斯基認為，「最好的戲劇分析就是在指定的狀況下做出演出」。

## 外部連結
- 斯坦尼斯拉夫斯基中心 （页面存档备份，存于）. 罗斯布鲁佛学院
- 劳特利奇表演存档：斯坦尼斯拉夫斯基 （页面存档备份，存于）